# Abba P. Lerner

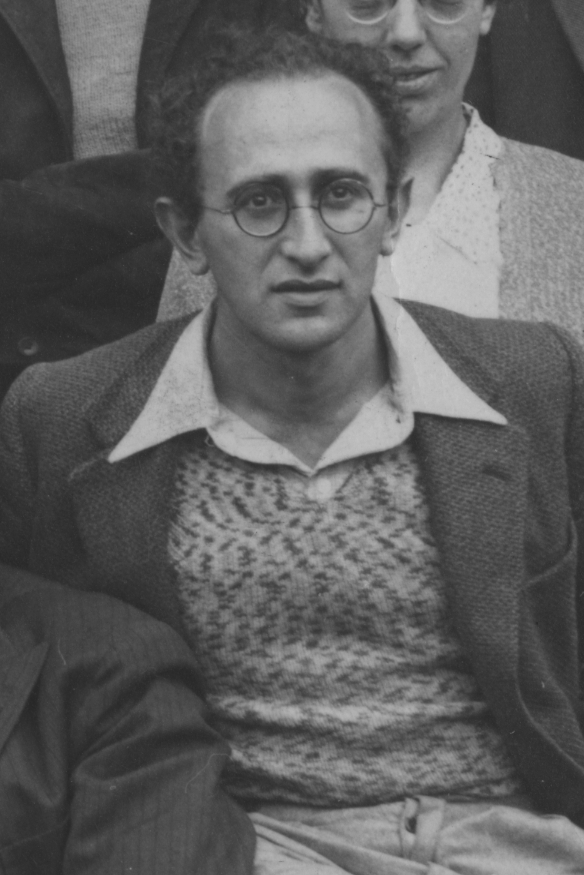
Abba P. Lerner (1938)

Abba P. Lerner (Abba Ptachya Lerner; * 28. Oktober 1903 in Bessarabien; † 27. Oktober 1982 in Tallahassee, Florida) war ein US-amerikanischer Ökonom.

## Leben
Lerners jüdische Familie wanderte 1912 zunächst nach London aus, wo er sich ökonomisch ausbilden ließ. Er hatte dort u. a. Kontakt mit John Maynard Keynes. Er siedelte 1937 in die USA über. 1971 wurde er in die American Academy of Arts and Sciences gewählt, 1974 in die National Academy of Sciences und 1980 als korrespondierendes Mitglied in die British Academy.

## Wirken
Lerner entwickelte wie auch Oskar Lange ein Modell des Konkurrenzsozialismus, das sich von der reinen Zentralverwaltungswirtschaft unterschied. Es wurde auch als dritter Weg bekannt. Wie auch Wassily Leontief verbesserte Lerner Berechnungen Wilhelm Launhardts zum Terms-of-Trade-Effekt. Lerner verbesserte zudem eine Formel Alfred Marshalls, die seither als Marshall-Lerner-Bedingung bekannt ist, und auf Lerner geht das Lerner-Samuelson-Theorem zurück. Außerdem ist der Lerner-Index, eine Indikator zur Bestimmung des Monopolgrades eines Marktes, nach ihm benannt.
Lerner entwickelte das Konzept der Functional Finance, eine Theorie zielbewusster Geldanlage und Finanzierung zur Konjunktursteuerung, um bestimmte Ziele einschließlich Vollbeschäftigung zu erreichen.
Er konzipierte das Konzept des „low full employment“, das in der modernen Theorie unter dem Namen Natürliche Arbeitslosigkeit von großer Bedeutung ist.